# أنيتا حسنانداني
أنيتا حسنانداني (من مواليد 14 أبريل 1981) ممثلة هندية عملت في أفلام ومسلسلات متعددة اللغات. ظهورها الأول في بوليوود كان من إخراج سوباش جاي في فيلم إيقاع (1999). دورها الأول في مسلسل تلفزيوني كابين سوتون كابين ساهيلي (2001). فيلمها الأول في دور رئيسي فيلم تاميلي فاروشاميلام فاسانثام عام 2012.

## حياتها الشخصية
ولد حسنانداني في عائلة سندية في مومباي في 14 أبريل 1981. تزوجت أنيتا من روهيت ريدي، وهي شركة هندية جنوبية، في غوا في عام 2013.

## روابط خارجية
- أنيتا حسنانداني على موقع IMDb (الإنجليزية)
- أنيتا حسنانداني على موقع قاعدة بيانات الفيلم (الإنجليزية)